# Tranesjö
Tranesjö är en sjö i Ljungby kommun i Småland och ingår i Lagans huvudavrinningsområde.